# Parachmidia
Parachmidia is een geslacht van vlinders van de familie snuitmotten (Pyralidae), uit de onderfamilie Pyralinae.

## Soorten
- P. fervidalis Walker, 1865
- P. picta Hampson, 1906